# ليزلي غلاس
ليزلي غلاس (بالإنجليزية: Leslie Glass)‏ (15 أبريل 1945، نيويورك في الولايات المتحدة)؛ كاتبة مسرحية وروائية أمريكية.

## روابط خارجية
- ليزلي غلاس على موقع IMDb (الإنجليزية)